# Кузнецова, Варвара Григорьевна
Варвара Григорьевна Кузнецова (31 октября [13 ноября] 1912, Спас-Талица, Вятская губерния — 1977, Ленинград) — советская этнограф-северовед, исследователь Чукотского полуострова, собравшая наиболее подробные полевые материалы о жизни чукчей, блокадница.

## Биография
Родилась 31 октября (13 ноября) 1912 в селе Спас-Талица (ныне — Оричевского района Кировской области). В 1926 году после смерти отца семья переехала на его родину — в деревню Большой Руял Марийской АССР. К тому времени Варваре исполнилось 13 лет, в семье было шестеро детей и она была старшей. В 1929 году окончила Мари-Биляморскую школу-девятилетку c педагогическим уклоном. После чего в течение трёх лет работала педагогом: сначала учительницей начальной школы в деревне Шолнер, затем преподавала русский язык и литературу в марийской школе-семилетке деревни Карлыган.
В 1932 году она переехала во Владивосток, преподавала в школе, поступила в педагогический институт. Проучившись в институте всего один месяц, по мобилизации обкома уехала на лесозаготовки, где провела около двух месяцев и более во Владивостокский педагогический институт не возвращалась.
В 1933 году переехала в Ленинград и была принята в Ленинградский государственный университет на исторический факультет, который окончила в 1939 году.
В 1939—1941 годы работала экскурсоводом — научным сотрудником Государственного музея этнографии народов СССР (ГМЭ). За время службы в музее ею были составлены разработки: «Реформы Петра I», «Народы Сибири (чукчи, эвенки»), «Западная Украина и Западная Белоруссия»; подготовлена экскурсия «По следам варварского разрушения ГМЭ».
В годы Великой Отечественной войны оставалась в Ленинграде. Вместе с другими сотрудниками музея подготовила к эвакуации наиболее ценные коллекции. С первых дней войны стала бойцом пожарного отделения, защищавшего музей. Также участвовала в оборонительных работах города: в Шимске, Погорелье, Большом Кузьмино-Детском селе, Обухове. 5 декабря 1941 года была контужена при попадания бомбы в здание музея. С 20 января 1942 года работала на должности диетсестры в эвакогоспитале № 78, развернутом в Государственном институте для усовершенствования врачей, где проработала почти всю блокаду. По 1942 год Варвара состояла членом ВЛКСМ.
В марте 1944 года вернулась на работу в Государственный музей этнографии. В сентябре 1944 была принята кандидатом в члены ВКП(б). 1 декабря 1944 года поступила в очную аспирантуру Института этнографии АН СССР по специальности «Этнография Северной Азии». В 1946 году принята в члены ВКП(б). В августе 1947 года на аспирантском семинаре сделала доклад на тему «Хозяйство приморских и оленных чукчей».
17 марта 1948 года отбыла в экспедицию на Чукотку. Где провела более 3 лет в труднодоступных местах, кочуя вместе с чукотским стойбищем. Проживание исследовательницы происходило в экстремальных условиях, чукчи не делали никакой скидки на её неподготовленность к кочевой жизни.
По возвращении, защитила диссертацию по теме «Чаунские и Амгуэмские чукчи (комплексное описание)». 28 ноября 1951 года была зачислена на должность младшего научного сотрудника сектора этнографии Сибири Ленинградской части Института этнографии АН СССР.
В 1953 году у неё начались серьёзные проблемы со здоровьем. Она была вынуждена длительное время находиться на больничном, работать практически не могла. 6 сентября 1956 года она была уволена в связи с длительной болезнью.
Умерла в 1977 году. Похоронена на Ново-Волковском кладбище Санкт-Петербурга.

## Экспедиция
К 1948 году шла подготовка к экспедиции на Чукотку. В задачи экспедиции входило антропологическое, этнографическое и археологическое изучение Чукотского полуострова. Материалы, собранные экспедицией, должны были пролить свет на вопросы взаимоотношений древнего населения Северной Азии и Северной Америки, времени и путях заселения Америки. Академия наук полагала, что этнографы экспедиции продолжат исследования знаменитой американской Джезуповской экспедиции, в которой принимали деятельное участие русские этнографы В. Г. Богораз и В. И. Иохельсон. Таким образом, Варвара Григорьевна удостоилась большой чести быть продолжательницей этих исследований. 
К подготовке аспирантки был привлечен д.и.н. И. С. Вдовин, который был лучшим специалистом по чукчеведенью, начавший изучать чукотский язык ещё под руководством В. Г. Богораза. Общее руководство Чукотской комплексной экспедицией осуществлял д.б.н. Г. Ф. Дебец.
17 марта 1948 года Кузнецова отбыла в экспедицию. Полевая работа велась в самой отдаленной от районных центров части тундры в бассейне реки Амгуэмы. Исследовательница провела более 3 лет в этих труднодоступных местах, кочуя вместе с чукотским стойбищем. Всё проживание происходило в экстремальных условиях, чукчи не делали никакой скидки на её неподготовленность к кочевой жизни.

## Научные труды
Варвара Кузнецова не успела ввести в научный оборот собранные ею материалы, которые могли бы составить настоящую и практически всеобъемлющую энциклопедию жизни чукчей-оленеводов середины XX века. Единственным общедоступным итогом экспедиционной работы стала опубликованная ею статья «Материалы по праздникам и обрядам амгуэмских оленных чукчей». А также большая коллекция фотографий, сделанных в экспедиции. Эта коллекция, представляющая собой интереснейшее документальное свидетельство об аборигенных народах и культурах, в настоящий момент в своей основной части доступна на сайте Музея антропологии и этнографии им. Петра Великого РАН (Кунсткамера). Полевые дневники Кузнецовой хранятся в архиве музея.
- Чукчи / В. В. Антропова, В. Г. Кузнецова (в основу описания дореволюционного быта положена статья Г. И. Мельникова) // Народы Сибири / Под ред. М. Г. Левина, Л. П. Потапова. — М. : Изд-во Академии Наук СССР, 1956. — С. 896—933. — 1084 с. — (Народы мира. Этнографические очерки). — 5000 экз.
- Кузнецова В. Г. Материалы по праздникам и обрядам амгуэмских оленных чукчей // Труды института этнографии им. Н. Н. Миклухо-Маклая. Новая серия. — 1957. — Т. XXXV : Сибирский этнографический сборник, II. — С. 263–326.
- Кузнецова В. Г. Из неопубликованных материалов Чукотской экспедиции 1948—1951 гг. / Вступ. ст., подгот. текста, примеч.: Е. А. Михайлова // Материалы полевых этнографических исследований / Отв. ред. Е. Г. Федорова; РАН. МАЭ им. Петра Великого (Кунсткамера). — СПб : МАЭ РАН, 2004. — Вып. 5. — С. 136—164.

Архивные материалы
- Фотоархив Кузнецовой. МАЭ РАН (Кунсткамера).
- Кузнецова В. Г. Полевой дневник. Архив МАЭ. Ф. К-1. Оп. 2.
- Кузнецова В. Г. Личное дело. Архив МАЭ РАН. Ф. К-1. Оп. 7.

## Память
Награждена медалями «За оборону Ленинграда» и «За доблестный труд в Великой Отечественной войне 1941—1945 гг.».
Известный писатель Ю. С. Рытхэу в 2003 году написал роман «Скитания Анны Одинцовой», прототипом героини которого были впечатления о В. Г. Кузнецовой. Интересно, что ранее, в 1956 году, писатель был упомянут и приведена его фотография в молодости, в антологии Народы Сибири, соавтором которой была Кузнецова.
В 2015 году Е. А. Михайлова, учёный секретарь Музея антропологии и этнографии им. Петра Великого РАН, издала книгу «Скитания Варвары Кузнецовой». Эта книга основана на архивных материалах музея, и является детальным обзором экспедиции и биографии Кузнецовой.